# Affpuddle and Turnerspuddle
Affpuddle and Turnerspuddle är en civil parish i Dorset i England. Den har 436 invånare (2011).
Den består av orterna Affpuddle, Briantspuddle och Turners Puddle samt omgivande landsbygd.